# Way of the Samurai 2
Way of the Samurai 2 — видеоигра в жанре Action-adventure, разработанная Acquire и изданная компанией Spike для игровых приставок PlayStation 2 и PlayStation Portable. Действие игры происходит в средневековой Японии. Главным героем является странствующий самурай.

## Геймплей
Главный действующий герой — безымянный ронин, который по сюжету попадает в городок Амахара. Здесь он встречает маленькую немую девочку, которая спасает его от голодной смерти. Игроку предстоит изучить город в течение пяти отведенных на игру дней. Игра имеет не линейный сюжет — цепь событий зависит от поступков игрока, его поведения, выбора тех или иных вариантов ответов в диалогах. В городе Амахара существует определённая расстановка сил. Существует полиция, мафия (якудза) и местные жители. Игрок может выбрать, на кого из них он предпочитает работать. Аксессуары и восстанавливающие здоровье предметы можно покупать в местных магазинах. Перемещения между локациями осуществляется по карте.

### Боевая система
Боевая система аналогична той, что была представлена в первой игре, Way of the Samurai. Сражения происходят на мечах, которых имеется большое количество. Мечи имеют разные комбо и параметры, их можно улучшать, они могут ломаться. Как правило, бой происходит один на один, однако стычки сразу с несколькими противниками также возможны.

### Герои
Игроку на выбор предлагается несколько героев. (Они открываются по мере похождения.) Игрок сам может задать персонажу имя или выбрать одежду. По умолчанию главного героя зовут Мифунэ.
- Безымянная девочка — немая девочка, которую герой встречает в начале игры. Впоследствии можно узнать, что её зовут Саё.
- Данпати — самурай, который заботится о Саё. Его можно встретить около публичного дома в Амахаре, который, как не странно, является своеобразным культурным центром города. (В английской версии он назван «гостиницей», однако, предлагаемые при входе услуги (менеджер упоминает, что у них много красивых девушек) и костюм одной из героинь, выдаёт истинное предназначение этого заведения.)
- Касуми — дочь убитого лидера якудза. Благородная девушка, которая заботится о жителях города.
- Хандзаэмон- само провозглашенный лидер группировки якудза. Хочет захватить власть в городе. Отрицательный персонаж. Касуми пытается противостоять ему.
- Кёдзиро — член группировки якудза. Маниакальная, жаждущая крови девушка.
- Куроха — глава местного представительства власти (полиции).
- Доктор Гэнан- местный доктор. Живёт на окраине города и присматривает за Сайо.
- Тиё — помощница доктора.
- Маикадзэ — самая популярная куртизанка Амахары. Ей прислуживает Сайо.
- Додзима — кузнец. Незаменимый персонаж, так как только он может улучшить оружие персонажа.

## Отзывы
| Сводный рейтинг | Сводный рейтинг |
| Агрегатор       | Оценка          |
| --------------- | --------------- |
| GameRankings    | 63,09 %         |